# 長持

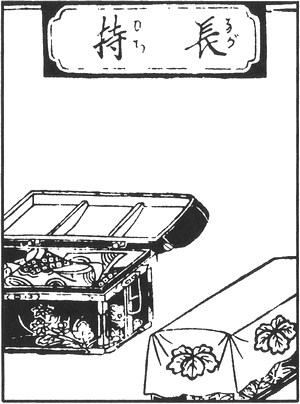
奥田松柏軒『女用訓蒙図彙』にある長持の画

長持（ながもち）は、主に近世の日本で用いられた民具の一つで、衣類や寝具の収納に使用された長方形の木箱。箱の下に車輪を付けて移動の便をはかったものを、車長持という。

## 概要
室町時代以前には収納具として櫃（ひつ）が用いられていたが、時代が進むにつれて調度品や衣類が増え、さらに江戸時代には木綿が普及したことで掻巻や布団など寝具が大型化し、より大型の収納具が必要とされたことで武家で長持が使用され始め、やがて庶民の間にも普及するようになった。

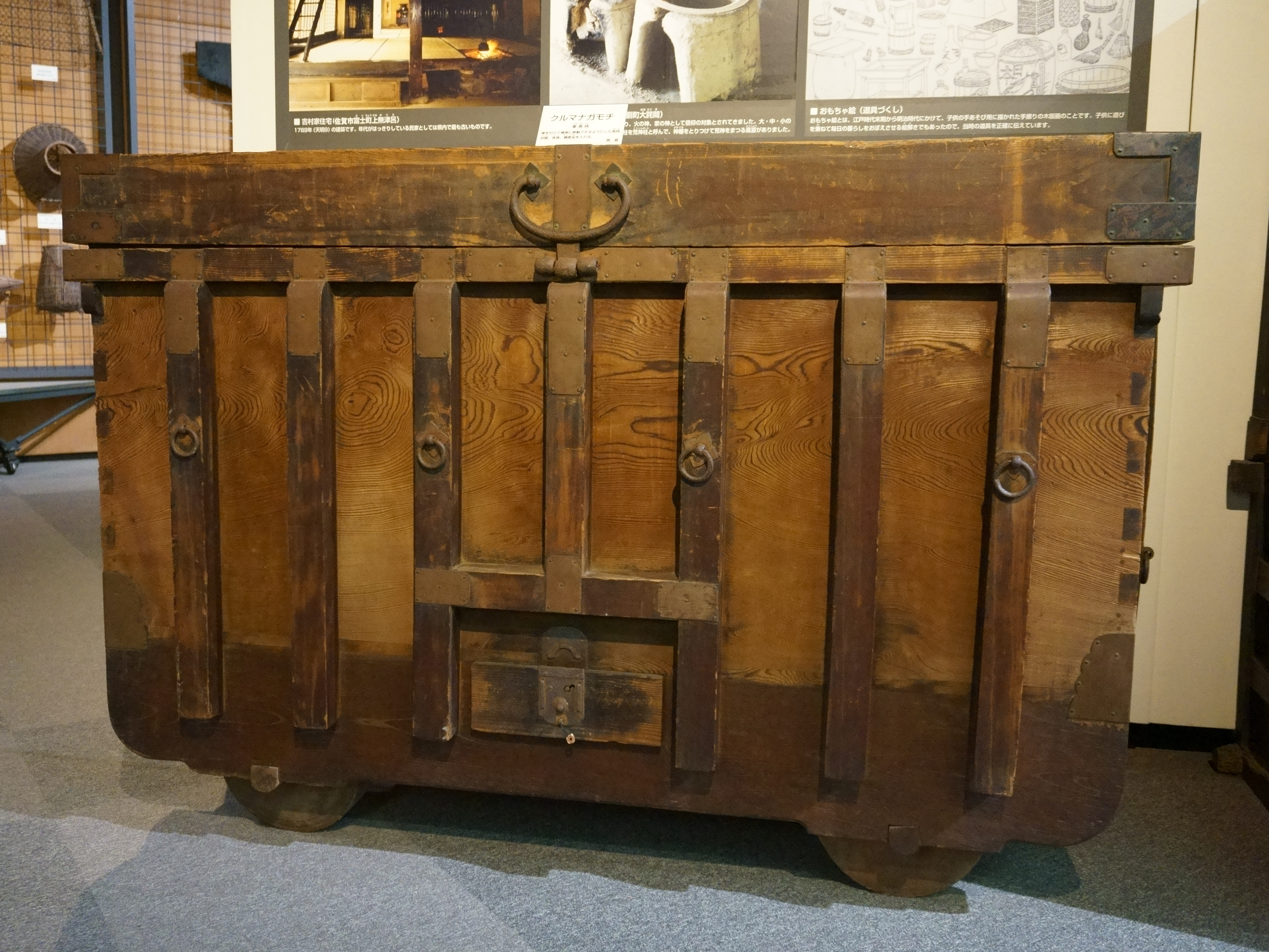
車長持

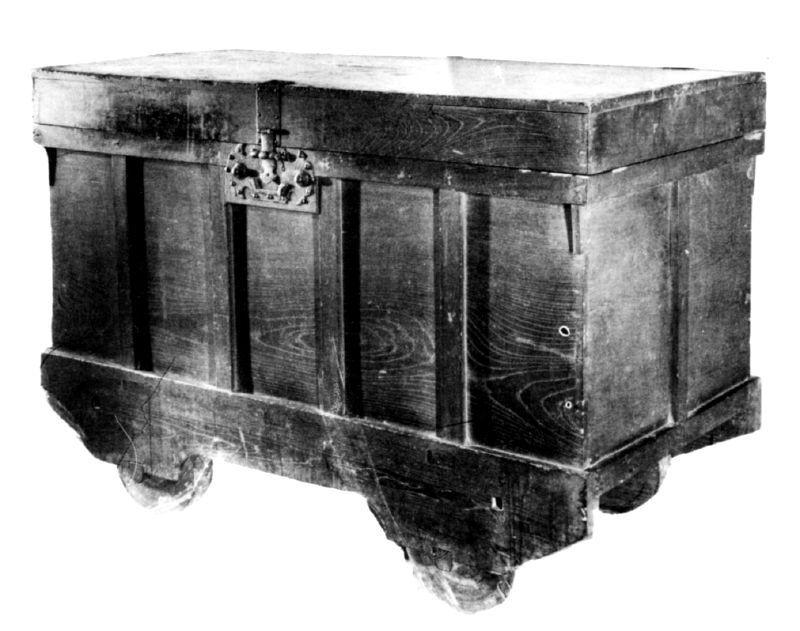
車長持

一般的な大きさは、長さ8尺5寸（約174センチメートル）前後、幅と高さは2尺5寸（約75センチメートル）。錠を備えたかぶせ蓋がある。上等の品は漆塗り、家紋入りのものもある。長端部には棹（さお）を通すための金具があり、運搬時はここに太い棹（長持棹）を通して2人で担ぎ、持ち運ぶ。
移動しやすいように底部に車輪を組み込んだ車長持が普及したこともあったが、明暦3年（1657年）に江戸で発生した明暦の大火で、家々から外へ運び出した車長持が路上にあふれ、人々の避難を妨げるという事態が生じたため、江戸・京都・大阪で使用が禁止された。一方、地方では引き続き用いられ、宝暦4年（1754年）の仙台では火災のたびに車長持が引き回される状況があった。
長持は代表的な嫁入り道具の一つでもあり、嫁入りに際して長持を運ぶ際の祝い歌は「長持歌」として伝承されたが、明治時代・大正時代以降、長持の役割は箪笥に譲られることとなった。